# Coppa Mitropa 1957
La Coppa Mitropa 1957 fu la diciassettesima edizione del torneo e venne vinta dagli ungheresi del Vasas, al secondo titolo consecutivo.
A questa edizione non partecipano le squadre italiane e ciò consente di non disputare il turno preliminare.

## Partecipanti
| Nazione                   | Squadra                                  | Campionato                                                          | Note                          |
| ------------------------- | ---------------------------------------- | ------------------------------------------------------------------- | ----------------------------- |
| Austria (bandiera)        | SK Rapid First Vienna FC                 | Campione d'Austria 1956-57 Vicecampione d'Austria 1956-57           |                               |
| Cecoslovacchia (bandiera) | Dukla Praha Slovan ÚNV Bratislava        | Campione di Cecoslovacchia 1956 Vicecampione di Cecoslovacchia 1956 |                               |
| Jugoslavia (bandiera)     | Crvena Zvezda Beograd Vojvodina Novi Sad | Campione di Jugoslavia 1956-57 Vicecampione di Jugoslavia 1956-57   |                               |
| Ungheria (bandiera)       | Vasas MTK                                | Campione d'Ungheria 1957 Vicecampione d'Ungheria 1957               | Vincitrice Coppa Mitropa 1956 |

## Torneo

### Quarti di finale
| Squadra 1             | Totale | Squadra 2          | Andata | Ritorno |
| --------------------- | ------ | ------------------ | ------ | ------- |
| Vasas                 | 4 - 2  | First Vienna FC    | 3 - 0  | 1 - 2   |
| SK Rapid              | 4 - 4  | MTK                | 1 - 1  | 3 - 3   |
| Slovan ÚNV Bratislava | 1 - 6  | Vojvodina Novi Sad | 1 - 0  | 0 - 6   |
| Crvena Zvezda Beograd | 2 - 2  | Dukla Praha        | 1 - 1  | 1 - 1   |

#### Andata
| Arbitro: | Jaroslav Vlcek |

|           |           |           |
| Halla 62’ | Marcatori | 15’ Bödör |

| Arbitro: | Alfred Grill |

|            |           |              |
| Toplak 23’ | Marcatori | 43’ Safranek |

| Arbitro: | Károly Balla |

|              |           |  |
| Jankovic 85’ | Marcatori |  |

| Arbitro: | Borče Nedelkovski |

|                                      |           |  |
| Szilágyi 31’ Lenkei 59’ Bundzsák 79’ | Marcatori |  |

#### Ritorno
| Arbitro: | Friedrich Mayer |

|              |           |                  |
| Masopust 86’ | Marcatori | 75’ (aut.) Urban |

| Arbitro: | Alois Obtulovic |

|                                    |           |                                               |
| Hidegkuti 14’ Kárász 63’ Bödör 77’ | Marcatori | 21’ (aut.) Sipos 43’ Dienst 47’ (aut.) Lantos |

| Arbitro: | Vasa Stefanović |

|                  |           |            |
| Pichler 49’, 59’ | Marcatori | 65’ Lenkei |

| Arbitro: | Gyula Balla |

|                                                               |           |  |
| Blazic 8’ Krstić 16’ Veselinovic 29’, 46’ Ivos 40’ Rajkov 89’ | Marcatori |  |

#### Spareggio
| Arbitro: | Fritz Seipelt |

|  |           |             |
|  | Marcatori | 60’ Popović |

| Arbitro: | Vasa Stefanović |

|                                              |           |            |
| A. Körner 51’ R. Körner 54’ Riegler 60’, 66’ | Marcatori | 36’ Sándor |

### Semifinali
| Squadra 1 | Totale | Squadra 2             | Andata | Ritorno |
| --------- | ------ | --------------------- | ------ | ------- |
| Vasas     | 6 - 3  | Crvena Zvezda Beograd | 3 - 1  | 3 - 2   |
| SK Rapid  | 4 - 4  | Vojvodina Novi Sad    | 3 - 0  | 1 - 4   |

#### Andata
| Arbitro: | Erich Steiner |

|             |           |                                     |
| Popović 18’ | Marcatori | 62’ Bárfi 64’ Bundzsák 83’ Szilágyi |

| Arbitro: | Sándor Harangozó |

|                             |           |  |
| Riegler 25’, 34’ Happel 75’ | Marcatori |  |

#### Ritorno
| Arbitro: | Martin Macko |

|                              |           |                      |
| Szilágyi 29’ Teleki 51’, 62’ | Marcatori | 35’ Kostic 55’ Tasić |

| Arbitro: | Jaroslav Vlcek |

|                                          |           |             |
| Ivos 4’ Vukelić 16’, 85’ Veselinovic 72’ | Marcatori | 29’ Riegler |

### Finale
| Squadra 1 | Totale | Squadra 2          | Andata | Ritorno |
| --------- | ------ | ------------------ | ------ | ------- |
| Vasas     | 5 - 2  | Vojvodina Novi Sad | 4 - 0  | 1 - 2   |

#### Andata
| Arbitro: | Jaroslav Vlcek |

|                                            |           |  |
| Bundzsák 42’, 70’ Szilágyi 48’ Csordás 55’ | Marcatori |  |

#### Ritorno
| Arbitro: | Martin Macko |

|                  |           |              |
| Vukelić 46’, 69’ | Marcatori | 44’ Bundzsák |

## Classifica marcatori
|  | Gol | Marcatore         | Squadra            |
|  | --- | ----------------- | ------------------ |
|  | 5   | Johann Riegler    | SK Rapid           |
|  | 5   | Dezső Bundzsák    | Vasas              |
|  | 4   | Gyula Szilágyi    | Vasas              |
|  | 4   | Milan Vukelić     | Vojvodina Novi Sad |
|  | 3   | Todor Veselinović | Vojvodina Novi Sad |